# مكتبة المدينة المنورة العامة
مكتبة المدينة المنورة العامة هي مكتبة سعودية تقع في المدينة المنورة،  بمنطقة المدينة المنورة، تأسست في 1380هـ - 1960م بموجب مرسوم ملكي، وأنشئ لها مبنى خاص من الجهة الجنوبية للحرم النبوي. بعد توسعة الملك فهد بن عبد العزيز آل سعود للمسجد النبوي، نقلت إلى مكتبة الملك عبد العزيز في مقرها الحالي.
جمعت المكتبة مجموعة إهداءات شخصية وأوقاف. إلا أنه عند انتقالها إلى مكتبة الملك عبد العزيز، فصلت عن المكتبات الموقوفة الأخرى. تضم المكتبة 178 مخطوطاً و7,766 كتاباً مطبوعاً.

## المحتويات
وتحتوي مجموعاتها على كتبٍ نادرة وحديثة تتميز بأنها من إصدارات القرن الرابع عشر الهجري، بالإضافة إلى كمية أخرى طبعت في القرنين الثالث عشر والخامس عشر الهجريين، كما تتميز هذه المكتبة كذلك باشتمالها على عدد من الكتب ذات المجالات المتعددة، إضافة إلى تعدد النسخ من الكتاب الواحد، وكثرة مخطوطات النحو مقارنة ببقية الفنون الأخرى التي حواها فهرس المكتبة.